# Archaïsche periode (Zuid-Amerika)
De archaïsche periode in Zuid-Amerika volgde op de lithische periode van Zuid-Amerika. Ze duurde van omstreeks 8000 v.Chr. tot omstreeks 2000 v.Chr., en werd opgevolgd door de formatieve periode. 
Het einde van de laatste ijstijd markeerde de overgang van de lithische periode naar de archaïsche periode. De mens was tijdens deze periode nog hoofdzakelijk jager-verzamelaar, maar een diversificatie van de economie begon en plaatselijk ontstonden de eerste landbouw. 

## Mummies
De Chinchorro in het noorden van Chili begonnen ongeveer 5000 v.Chr., dat wil zeggen ongeveer 2000 jaar eerder dan de Egyptenaren, met het mummificeren van hun doden. Zij bedreven echter nog geen landbouw.

## Sambaquis
Aan de gehele Atlantische kust van Zuid-Amerika (vooral het zuiden van Brazilië en de kusten van de Guyana's) werden de eerste sambaquis opgericht, grote en kleinere kunstmatige heuvels van voornamelijk zeeschelpen (en in de Guyana's oud aardewerk). In Zuid-Brazilië werden hier onder andere mensen in begraven en aan de grafgiften is te zien dat er in deze samenleving al een vorm van hiërarchie bestond. Ook hier was nog geen landbouw.

## Aardewerk
Het oudste Amerikaanse aardewerk is tot nu toe aangetroffen aan de benedenloop van de Amazone. Het dateert van ongeveer 6000 v.Chr.
De Ecuadoraanse kustcultuur Valdivia (4400-1500 v.Chr.) is naast de vroege aanwezigheid van landbouw bekend geraakt door de talloze Venusbeeldjes van aardewerk die men heeft achtergelaten.

## Eerste steden

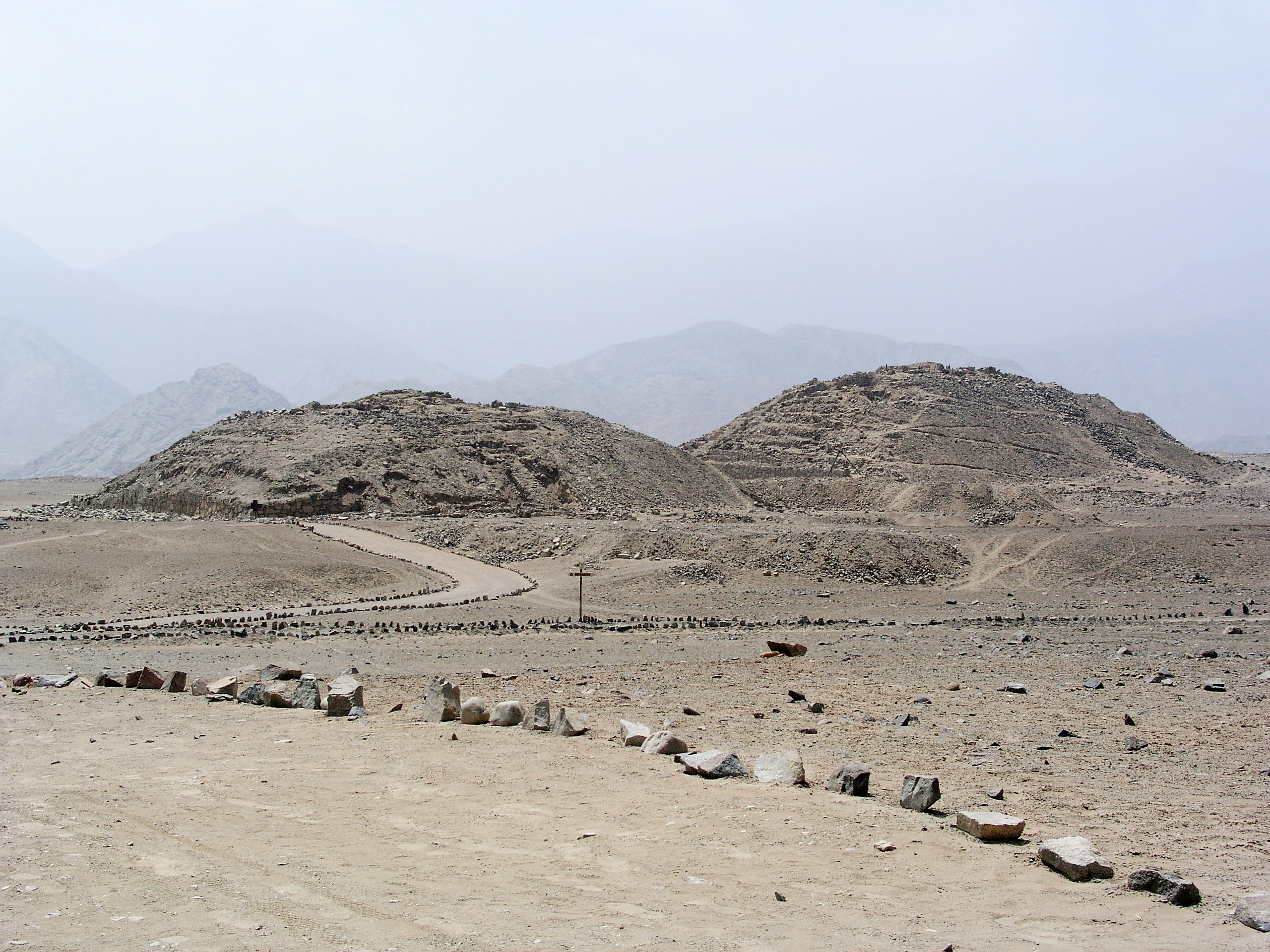
Caral

Rond 4500 v.Chr. komt aan de centrale kust van Peru het gebruik van katoen in zwang en dat betekent een grote sprong voorwaarts. De eerste Amerikaanse steden komen op. In het zogenaamde Norte Chico-complex zijn tot nu toe ongeveer 25 verschillende steden geïdentificeerd. De bekendste (en met 66 ha een van de grootste) daarvan is Caral (oudste data rond 3000 v.Chr.). In deze stad die zo'n 30 kilometer uit de kust ligt, zijn veel resten van vissen en visnetten gevonden waardoor de hypothese is opgeworpen dat de mensen uit de landinwaarts gelegen steden zich specialiseerden in de verbouw van katoen zodat visnetten geleverd konden worden aan de kustbewoners die dan in ruil daarvoor een deel van hun vangst afstonden aan de stadsmensen. Behalve katoen voor visnetten is ook waarschijnlijk de oudste quipu uit het Andesgebied gevonden in Caral. Als dat inderdaad waar blijkt te zijn, is de quipu een van de oudste communicatiemiddelen ter wereld. In Caral zijn opmerkelijk genoeg geen sporen van oorlog aangetroffen. Blijkbaar leefden de mensen in een van de oudste "complexe" samenlevingen ter wereld (vergelijkbaar met Mesopotamië, Egypte en India) ruim duizend jaar lang in een relatief vredige periode. Wel zijn er bijvoorbeeld muziekinstrumenten aangetroffen.

## Landbouw
Archeologische vondsten in Ecuador en Peru hebben aangetoond dat de eerste Amerikaanse landbouwgewassen in deze regio zijn ontstaan. De oudste gewassen zijn onder andere de fleskalebas, pompoenen en pijlwortel. De fleskalebas is van Afrikaanse afkomst en hoe deze in Amerika is gekomen is onduidelijk. Recent onderzoek zou er op wijzen dat het via Azië zou zijn meegekomen met de eerste Amerikaanse mensen, dat zou dan ook de vroege cultivatie verklaren.
Gewassen gedomesticeerd in Zuid-Amerika
- Meerdere soorten bonen
- maniok
- paprika (Andes)
- pinda (Amazone)
- rubber (waarschijnlijk Amazone)
- aardappel (Andes)
- kinine (Amazone)
- zoete aardappel/bataat (waarschijnlijk Amazone)
- ananas (Amazone)

Locatie onzeker
- katoen (Andes en Mexico)
- cacao (waarschijnlijk Andes of Mexico)
- vanille (mogelijk Mexico, anders Amazone)

## Kotoshtraditie
De late archaïsche periode zag de opkomst van de Kotoshtraditie, een term die door archeologen wordt gebruikt om te verwijzen naar de rituele gebouwen die tussen circa 3000 en 1800 v.Chr., tijdens de voorkeramische periode van de Andes over een groot gebied gebouwd werden. 